# Estação Alonso Martínez
Alonso Martínez é uma estação da Linha 4, Linha 5 e Linha 10 do Metro de Madrid. Seu nome homenageia o jurista e político Manuel Alonso Martínez.

## História
Em 23 de março de 1944, os plataformas da Linha 4 foram abertas.
Em 26 de fevereiro de 1970 as plataformas da Linha 5 foram inauguradas, com uma divisória entre as duas faixas que os torna duas semi-estações.
Em 18 de dezembro de 1981, as plataformas de linha 10 foram abertas, também com divisória que separa duas estações semi-estações.
Entre 2000 e 2002, a estação foi reformada estendendo-se as plataformas de 90 para 115 m,